# 莲花寺镇
莲花寺镇，是中华人民共和国陕西省渭南市华州区下辖的一个乡镇级行政单位。

## 行政区划
莲花寺镇下辖以下地区：
石碴厂社区、时村农场社区、袁寨村、长寿坡村、党家河村、白家河村、高家河村、南马村、西马村、罗纹村、北马村、八里店村、三合村、少华村、乔堡村、南寨村、肖场村、白石村、龙潭村、荷草村、水峪村、西寨村、何巷村、瓦头村、东罗村、庄头村、时堡村、汀村和由里村。